# Koopzegel
Koopzegels (ook wel spaarzegels genoemd) in de oorspronkelijke vorm zijn voorgegomde zegels die door consumenten gekocht kunnen worden bij sommige winkeliers, vaak voor 10 cent per euro aan boodschappen. De aangekochte zegels moeten op een spaarkaart geplakt worden en leveren, zodra er voldoende gekocht zijn (een volle kaart), een hoger bedrag op dan voor de zegels is betaald.
Een moderne, minder omslachtige variant is een elektronisch spaarsysteem dat nauwelijks extra handelingen vergt, zeker als men om andere redenen toch al een klantenkaart of winkel-app gebruikt. Termen als "zegel" en "spaarkaart" worden dan naar analogie vaak nog steeds gebruikt.
Diverse supermarktketens hebben elk hun eigen koopzegels, ook bij sommige slagerijen kunnen koopzegels gekocht worden. Voor de ketens of individuele winkeliers zijn de koopzegels een loyaliteitsprogramma, waarbij per saldo een korting wordt verleend aan wie in totaal bij de winkel(keten) voor een flink bedrag boodschappen heeft gedaan. Consumenten kunnen het ook zien als een systeem om met kleine beetjes een bedrag met rente te sparen om wat leuks van te kunnen doen. Als rendement op spaargeld (veel hoger dan bij een bank) kan het voordeel ook aantrekkelijker ogen dan als een kleine korting op de aankopen.
Soms kan men een niet volle spaarkaart ook inleveren, en dan het gespaarde geld terugkrijgen, maar dan krijgt men geen rente of een in verhouding lagere rente.
De koopzegels zijn voor de winkeliers een vorm van klantenbinding. Mensen komen terug om hun spaarkaart vol te maken. Ook wordt extra gekocht om de kaart eerder vol te hebben, of krijgt men extra punten of zegels bij bepaalde aanbiedingen. Ook wordt het verzilverde bedrag vaak direct weer in de winkel besteed.
De wet bepaalt dat niet bij alle producten koopzegels verkocht mogen worden. Tabakswaren, sterke drank en medicijnen zijn bijvoorbeeld uitgesloten. Feitelijk komt het erop neer dat er alleen koopzegels gekocht kunnen bij de aanschaf van levens- en voedingsmiddelen.
De relatieve korting op de kosten van de boodschappen (de "rente" gedeeld door de kosten van de boodschappen) is het "rentepercentage" (de "rente" gedeeld door de kosten van de zegels) maal het spaarpercentage (de kosten van de zegels gedeeld door de kosten van de boodschappen).
Bij Albert Heijn is dit  6% maal 10% is 0,6%, bij Albert Heijn Premium 6% maal 20% is 1,2%, bij Plus 50% maal 2% is 1%, en bij Jumbo 4% maal 10% is 0,4%.
Het Nibud becijferde in 2010, dat een gemiddeld gezin jaarlijks ongeveer 5000 euro aan eet- en drinkwaren uitgeeft. Zou men bij die 5000 euro ook koopzegels aanschaffen dan wordt in de voorbeelden respectievelijk 500, 1000, 100 en 500 euro aan zegels gespaard, die 30, 60, 50 en 20 euro "rente" opleveren.
Niet alle supermarktketens bieden koopzegels. Vooral supermarkten uit het lagere segment doen dat niet. Deze supermarkten zeggen dat zij de kosten van een duur koopzegelsysteem niet willen overhevelen op de consument.